# Trofeo CONI invernale
Il Trofeo CONI invernale è una manifestazione sportiva multidisciplinare organizzata dal Comitato Olimpico Nazionale Italiano dedicata ad atleti tra i 10 e i 14 anni. Si tratta di una competizione a cui partecipano le rappresentative regionali.

## Discipline
Il trofeo CONI include un programma variabile di discipline invernali:
|                       | 2022 | 2023 | 2024 |
| --------------------- | ---- | ---- | ---- |
| Biathlon              | ●    | ●    |      |
| Curling               | ●    | ●    | ●    |
| Sci freestyle         | ●    | ●    |      |
| Hockey                | ●    | ●    | ●    |
| Pattinaggio velocità  | ●    |      |      |
| Pattinaggio di figura | ●    | ●    | ●    |
| Salto con gli sci     | ●    |      |      |
| Combinata nordica     | ●    |      |      |
| Sci alpino            | ●    | ●    | ●    |
| Sci di fondo          | ●    | ●    | ●    |
| Short track           | ●    | ●    | ●    |
| Snowboard             | ●    | ●    | ●    |
| Winter triathlon      |      | D    | ●    |
| Totale per edizione   | 11   | 9+1  | 8    |

## Edizioni
| Edizione | Anno | Sede                   | Discipline | Vincitore | Secondo   | Terzo     |
| -------- | ---- | ---------------------- | ---------- | --------- | --------- | --------- |
| I        | 2022 | Trento                 | 11         | Trento    | Piemonte  | Lombardia |
| II       | 2023 | Piemonte               | 10         | Piemonte  | Lombardia | Trento    |
| III      | 2024 | Altopiano delle Rocche | 8          | Piemonte  | Lombardia | Bolzano   |
| IV       | 2025 | Valle d'Aosta          |            |           |           |           |

## Medagliere
| Posiz. | Nazione   | Oro | Argento | Bronzo | Totale |
| ------ | --------- | --- | ------- | ------ | ------ |
| 1      | Piemonte  | 2   | 1       | 0      | 3      |
| 2      | Trento    | 1   | 0       | 1      | 2      |
| 3      | Lombardia | 0   | 2       | 1      | 3      |
| 4      | Bolzano   | 0   | 0       | 1      | 1      |
| Totale | Totale    | 3   | 3       | 3      | 9      |

### Vittorie per disciplina
La seguente classifica riporta il numero di discipline vinte dai Comitati Olimpici regionali italiani in tutte le edizioni del Trofeo CONI invernale, aggiornato al 2024:
- 9 vittorie:  Piemonte[2]
- 6 vittorie:  Lombardia[3]
- 4 vittorie:  Trento[4]
- 5 vittorie:  Bolzano[5]
- 2 vittorie:  Veneto[6]
- 2 vittorie:  Valle d'Aosta[7]

## Piazzamenti
| Regione               | 2022 | 2023 | 2024 |
| Abruzzo               | 11°  | 13°  | 10°  |
| Basilicata            | 15°  | 11°  | N.D. |
| Bolzano               | 4°   | 4°   | 3º   |
| Calabria              | 15°  | 11°  | 17°  |
| Campania              | 13°  | 8°   | 9°   |
| Emilia-Romagna        | 9°   | 10°  | 11°  |
| Friuli-Venezia Giulia | 6°   | 6°   | 5°   |
| Lazio                 | 9°   | 9°   | 8°   |
| Liguria               | 16°  | 15°  | 16°  |
| Lombardia             | 3º   | 2º   | 2º   |
| Marche                | 17°  | 17°  | 19°  |
| Molise                | 14°  | 16°  | 14°  |
| Piemonte              | 2º   | 1º   | 1º   |
| Puglia                | N.D. | N.D. | 20°  |
| Sardegna              | N.D. | N.D. | 18°  |
| Sicilia               | 12º  | 14°  | 12°  |
| Toscana               | 10°  | 12°  | 13°  |
| Trento                | 1º   | 3º   | 7°   |
| Umbria                | 17°  | 17°  | 15°  |
| Valle d'Aosta         | 7°   | 7°   | 4°   |
| Veneto                | 5°   | 5°   | 6°   |